# کوین موفت
کوین موفت (انگلیسی: Kevin Moffat؛ زادهٔ ۶ اوت ۱۹۸۸) بازیکن فوتبال اهل بریتانیا است.
از باشگاه‌هایی که در آن بازی کرده است می‌توان به باشگاه فوتبال فالکیرک اشاره کرد.